# Saint-Michel-de-Boulogne
Saint-Michel-de-Boulogne – miejscowość i gmina we Francji, w regionie Owernia-Rodan-Alpy, w departamencie Ardèche.
Według danych na rok 1990 gminę zamieszkiwało 96 osób, a gęstość zaludnienia wynosiła 13 osób/km² (wśród 2880 gmin regionu Rodan-Alpy Saint-Michel-de-Boulogne plasuje się na 1525. miejscu pod względem liczby ludności, natomiast pod względem powierzchni na miejscu 1330.).

## Populacja

Populacja Saint-Michel-de-Boulogne w latach 1962-2008